# Kniphausen
Kniphausen era un comune tedesco, esistito dal 1933 al 1948 nello stato dell'Oldenburg (dal 1946 in Bassa Sassonia).
Il comune fu formato dall'unione dei 4 comuni di Accum, Fedderwarden, Sengwarden e Sillenstede. Prese il nome dal castello di Kniphausen, posto nel centro abitato di Fedderwarden, sede nei secoli XVI e XVII di una signoria locale.
Il comune di Kniphausen fu disciolto nel 1948, dividendone il territorio fra i ricostituiti comuni di Sengwarden (che inglobò Fedderwarden) e Sillenstede (che inglobò Accum).